# Gcinile Moyane
Gcinile Moyane, née le 12 mai 1980 à Mbabane, est une sprinteuse swazie à la retraite, spécialisée dans le 200 mètres. Moyane s'est qualifiée pour l'équipe swazie au 200 mètres féminin aux Jeux olympiques d'été de 2004 à Athènes en recevant une wild card de l'IAAF. Courant contre sept autres athlètes dans la troisième manche, Moyane bat un record swazi de 25,62 et remporte la sixième et dernière place, mais termine derrière le leader Cydonie Mothersill des îles Caïmans par plus de trois secondes. Moyane n'a pas réussi à passer au deuxième tour car elle s'est placée plus loin de deux emplacements automatiques pour l'étape suivante et s'est classée no. 42 au total dans les préliminaires. Moyane est également nommé porte-drapeau swazi par le Comité national olympique lors de la cérémonie d'ouverture.